# Zailach

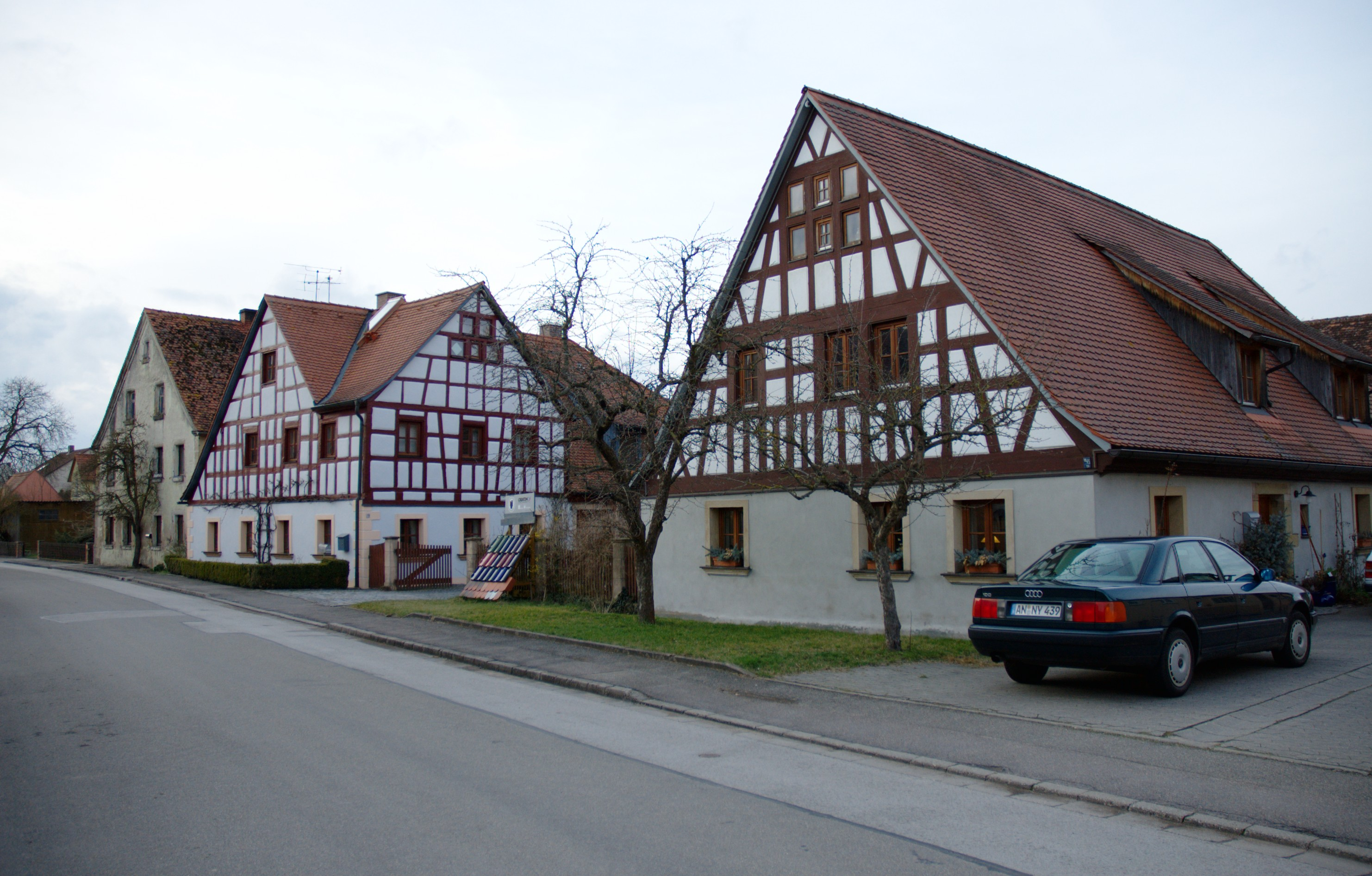
Fachwerkhäuser

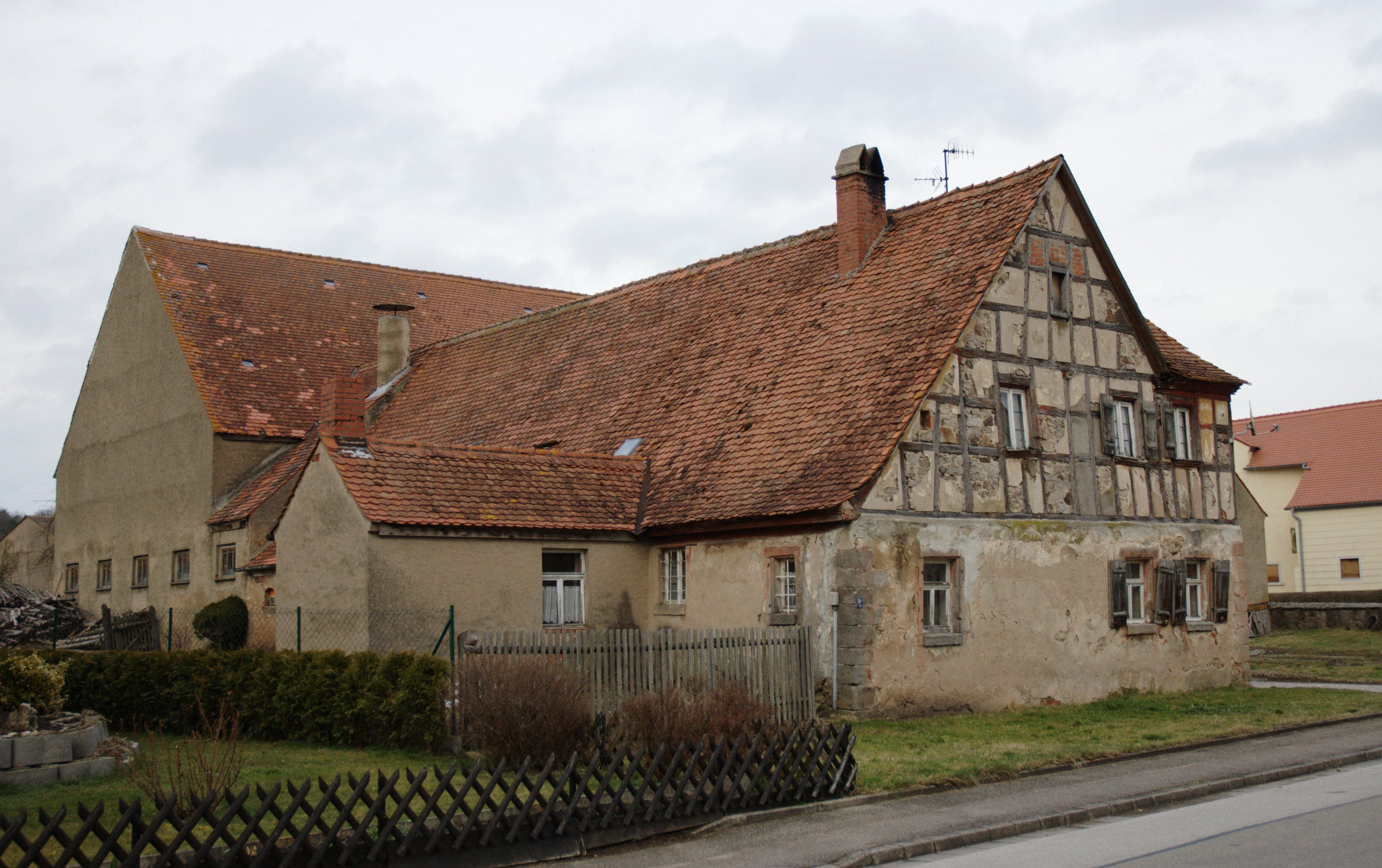
Fachwerkhaus

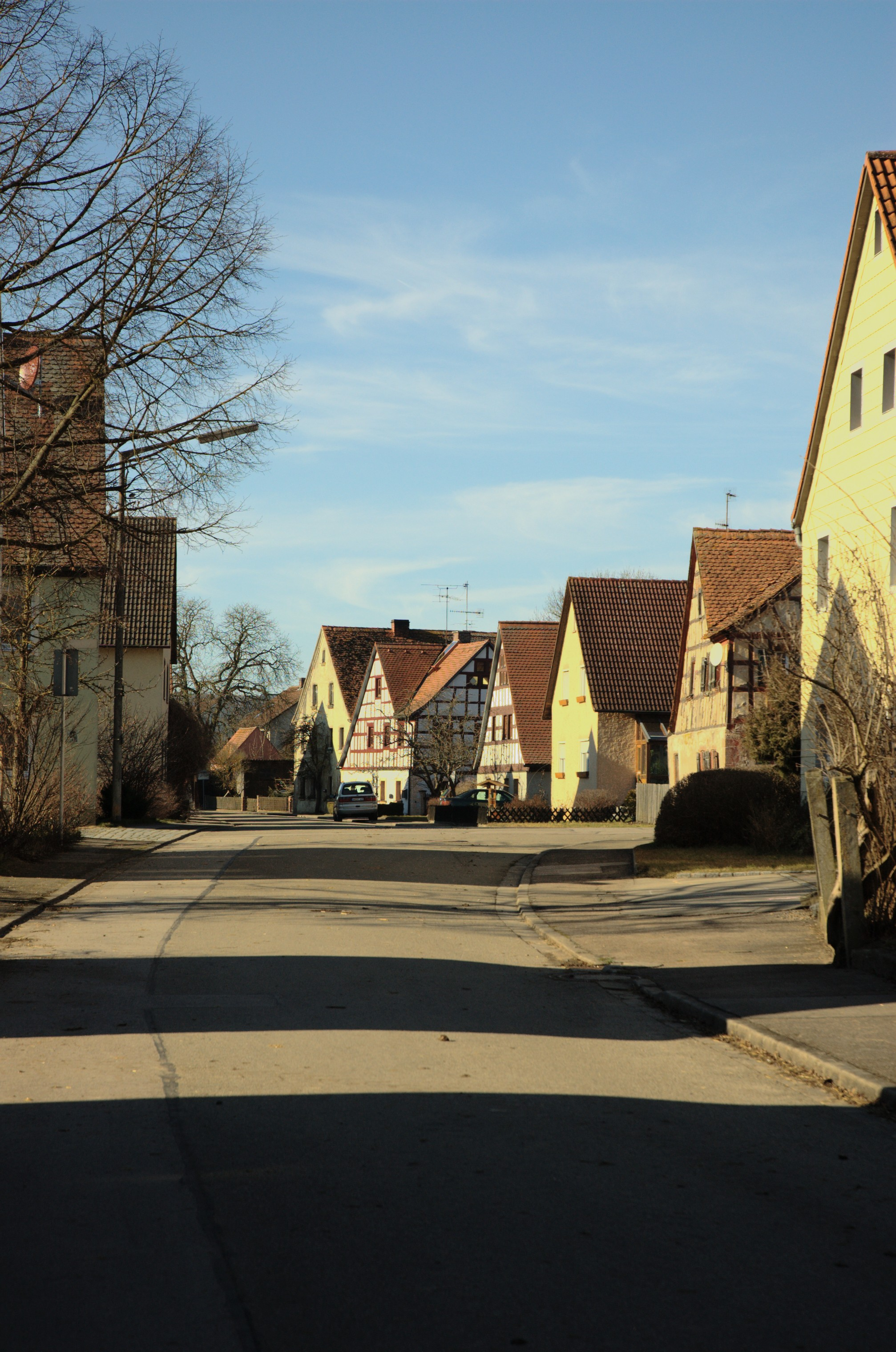
Hauptstraße

Zailach (fränkisch: Zaila) ist ein Gemeindeteil des Marktes Lehrberg im Landkreis Ansbach (Mittelfranken, Bayern). Zailach liegt in der Gemarkung Lehrberg.

## Geografie
Durch das Dorf fließt der Zailacher Bach und am Weihergraben, der dort als rechter Zufluss in den Zailacher Bach mündet. Der Bach wird 1458 als Zeilbach erstmals namentlich erwähnt. 0,75 km südlich erhebt sich der Aubühl (431 m ü. NHN), 1 km östlich der Geißbuck (435 m ü. NHN). 0,5 km nördlich liegt die Flur Fichtenleiten, im Osten die Teilranken und die Hub.
Unmittelbar nördlich von Zailach verläuft die Staatsstraße 2250. Sie führt zu einer Anschlussstelle der Bundesstraße 13 bei Lehrberg (1,3 km östlich) bzw. an Häslabronn vorbei nach Colmberg (5 km westlich). Eine Gemeindeverbindungsstraße führt nach Hürbel am Rangen (1,8 km südöstlich).

## Geschichte
Der Ort wurde 1300 als „Zilawe“ erstmals urkundlich erwähnt. Das Bestimmungswort leitet sich von „zîl“ ab (mhd. für Dorn, Busch, Gesträuch), das Grundwort von „ouwe, owe“ (mhd. für von Wasser umflossenes Land). Ob sich der Ortsname vom Namen des Baches oder der Name des Baches sich vom Ortsnamen ableitet, ist unklar. Eine weitere Erwähnung datiert aus dem Jahr 1424 in einer Tauschurkunde, in der vermerkt ist, dass ein gewisser Konrad Posse zu Flachslanden seinen burggräflichen Lehnshof in Zailach gegen Güter des Stifts St. Gumbert eingetauscht hat. Erst 1504 wird die heutige Form „Zeilach“ belegt.
Während des Dreißigjährigen Krieges wurde Zailach ähnlich wie viele andere Ortschaften schwer verwüstet und erblühte erst wieder ab 1642 durch den Zuzug von protestantischen Exulanten aus Österreich.
Im 16-Punkte-Bericht des Oberamtes Ansbach von 1684 wurden für Zailach 27 Mannschaften verzeichnet. Grundherren waren das Hofkastenamt Ansbach (21 Anwesen), das Stiftsamt Ansbach (2), die Pfarrei Jochsberg (1), der Bürgermeister und Rat zu Ansbach (1), ein Herr Flechtner (2) und der Geheime Secretarius Prenner (1). Das Hochgericht und die Dorf- und Gemeindeherrschaft übte das brandenburg-ansbachische Hofkastenamt Ansbach aus.
Gegen Ende des 18. Jahrhunderts gab es in Zailach 20 Anwesen. Das Hochgericht und die Dorf- und Gemeindeherrschaft übte weiterhin das Hofkastenamt Ansbach aus. Alle Anwesen hatten das Fürstentum Ansbach als Grundherrn (Hofkastenamt: 2 Höfe, 1 Dreiviertelhof, 4 Halbhöfe, 2 Güter, 5 Köblergüter, 2 Schmieden, 1 Wirtschaft; Stiftsamt Ansbach: 1 Hof, 1 Gut; Vogtamt Jochsberg: 1 Pfarrgut). Neben den Anwesen gab es noch kommunale Gebäude (Hirtenhaus, Brechhaus). Es gab zu dieser Zeit 22 Untertansfamilien. Von 1797 bis 1808 unterstand der Ort dem Justiz- und Kammeramt Ansbach. Während der Napoleonischen Feldzüge geriet die Gemeinde in große Schulden, die durch die Truppendurchzüge und Einquartierungen entstanden.
1806 kam Zailach an das Königreich Bayern. Im Rahmen des Gemeindeedikts wurde Zailach dem 1808 gebildeten Steuerdistrikt Gräfenbuch und der 1811 gegründeten Ruralgemeinde Gräfenbuch zugeordnet. Am 13. September 1827 wurde Zailach nach Lehrberg umgemeindet. Am 16. August 1840 wurde die Bildung der Ruralgemeinde Zailach genehmigt, zu der Hürbel am Rangen, Schmalenbach und Schmalenbacher Mühle gehörten. Sie unterstand in Verwaltung und Gerichtsbarkeit dem Landgericht Ansbach und in der Finanzverwaltung dem Rentamt Ansbach (1919 in Finanzamt Ansbach umbenannt). Ab 1862 gehörte Zailach zum Bezirksamt Ansbach (1939 in Landkreis Ansbach umbenannt). Die Gerichtsbarkeit blieb beim Landgericht Ansbach, von 1870 bis 1879 war das Stadt- und Landgericht Ansbach zuständig, seit 1880 ist es das Amtsgericht Ansbach. Die Gemeinde hatte 1964 eine Gebietsfläche von 7,942 km².
Noch vor dem Zweiten Weltkrieg erlebte die Gemeinde Zailach einen beachtlichen Aufschwung, so dass beispielsweise bereits 1927 in Hürbel eine Wasserleitung gebaut werden konnte. Am 1. Januar 1972 wurde Zailach im Zuge der Gebietsreform in Bayern nach Lehrberg eingegliedert.

### Baudenkmäler
- Haus Nr. 6: Eingeschossiges, massives Wohnstallhaus, 18. Jahrhundert; Fachwerkscheune mit Krüppelwalm, 18. Jahrhundert[18]
- Haus Nr. 15: Eingeschossiges Wohnstallhaus, Zwerchhaus mit Fachwerkobergeschoss, frühes 19. Jahrhundert[18]
- Haus Nr. 17: Türsturz, 1782.[18]

### Einwohnerentwicklung
Gemeinde Zailach
| Jahr      | 1840   | 1852   | 1855   | 1861   | 1867   | 1871   | 1875   | 1880   | 1885   | 1890   | 1895   | 1900   | 1905   | 1910   | 1919   | 1925   | 1933   | 1939   | 1946   | 1950   | 1952   | 1961   | 1970   |
| Einwohner | 244    | 259    | 241    | 260    | 260    | 265    | 263    | 276    | 272    | 268    | 270    | 272    | 263    | 263    | 248    | 249    | 241    | 218    | 401    | 383    | 337    | 218    | 205    |
| Häuser    | 44     |        |        |        |        | 43     |        |        | 45     | 44     |        | 46     |        |        |        | 42     |        |        |        | 43     |        | 41     |        |
| Quelle    | [ 20 ] | [ 21 ] | [ 21 ] | [ 22 ] | [ 23 ] | [ 24 ] | [ 25 ] | [ 26 ] | [ 27 ] | [ 28 ] | [ 21 ] | [ 29 ] | [ 21 ] | [ 30 ] | [ 21 ] | [ 31 ] | [ 21 ] | [ 21 ] | [ 21 ] | [ 32 ] | [ 21 ] | [ 15 ] | [ 33 ] |

Ort Zailach
| Jahr      | 001818 | 001840 | 001861 | 001871 | 001885 | 001900 | 001925 | 001950 | 001961 | 001970 | 001987 | 002008 |
| Einwohner | 115    | 132    | 139    | 136    | 144    | 136    | 115    | 196    | 122    | 119    | 113    | 90     |
| Häuser    | 23     | 15     |        |        | 26     | 25     | 23     | 24     | 23     |        | 25     |        |
| Quelle    | [ 34 ] | [ 20 ] | [ 22 ] | [ 24 ] | [ 27 ] | [ 29 ] | [ 31 ] | [ 32 ] | [ 15 ] | [ 33 ] | [ 35 ] | [ 1 ]  |

## Religion
Der Ort ist seit der Reformation evangelisch-lutherisch geprägt und bis heute nach St. Margaretha (Lehrberg) gepfarrt. Die Einwohner römisch-katholischer Konfession waren zunächst nach St. Ludwig (Ansbach) gepfarrt, seit 1970 ist die Pfarrei Christ König (Ansbach) zuständig.